# Parque Histórico Castro Alves
O Parque Histórico Castro Alves é um museu biográfico no lugar de nascimento do poeta baiano Antônio Frederico de Castro Alves e a ele dedicado.

## Histórico
O museu foi criado pelo então governador do estado Luís Viana Filho, no dia 11 de fevereiro de 1971 pelo decreto nº 22.268, como parte das homenagens prestadas ao poeta baiano Castro Alves por ocasião do centenário de seu falecimento, e inaugurado no dia 8 de março do mesmo ano.
Para sua constituição foi desapropriada a área desmembrada da antiga fazenda Cabaceiras, sendo então reconstruída a sede da fazenda original e já perdida.

## Descrição
Fica localizado na avenida O Navio Negreiro, no centro da cidade, onde ficava a antiga fazenda "Cabaceiras", local de nascimento do poeta, na cidade de Cabaceiras do Paraguaçu, que se situa a 170 km da capital do estado.
Possui uma área total de 52.000 m², e fica no centro da cidade de Cabaceiras do Paraguaçu. Dentro desse perímetro existe, além da réplica da casa natal de Castro Alves e vasta área verde, biblioteca, auditório, fonte, marcos, caramanchão e uma escola de primeiro grau.
Segundo o escritor Edivaldo Boaventura, "O Parque Histórico Castro Alves, nas margens do fabuloso Paraguaçu, centraliza todas as atenções. Centraliza e atrai parentes, poetas, violeiros, políticos e visitantes. Cabaceiras é, assim, um ponto de referência territorial do poeta, síntese representativa de sua vida e obra. Todo 14 de março é de festa no parque! Dia de obrigação e de romaria, com todo o calor da mistura baiana. Mas de romaria religiosa, cívica, popular e sentimental. De romaria em romaria, tudo vai regressando para recompor os cenários da natalidade e da infância. Para tanto, juntam-se pedras, placas, marcos, palavras, livros, pinturas e lembranças."